# Luena (Kantabrien)
Luena ist eine Gemeinde in der spanischen Autonomen Region Kantabrien. Die Gemeinde besteht aus einem Tal, das von den kantabrischen Bergen nach Norden verläuft, bis es das Tal des Flusses Pas erreicht. Es ist ein ausgesprochen ländliches Gebiet, in dem sich die traditionelle Wirtschaftstätigkeit rund um die Viehzucht entwickelte. Die Gemeinde leidet unter starkem Bevölkerungsverlust.

## Geschichte
Über die ersten Bewohner des Ortes ist wenig bekannt, aber die verschiedenen archäologischen Stätten auf dem Gebiet der Gemeinde und der Nachbargemeinden, die geografische Lage auf einem Pass zwischen den Bergen lässt auf eine menschliche Präsenz in der Gegend bereits in der Altsteinzeit schließen.
Im Mittelalter gibt es die ersten Dokumente, die dieses Gebiet erwähnen; im Jahr 1068 gab der König von Kastilien, Sancho II, der Diözese von Oca-Burgos das Recht, in einem ausgedehnten bergigen Gebiet von Luena, damals Luvena genannt, zu weiden. Dies lässt darauf schließen, dass es eine Siedlung um eine Kirche herum gab.

## Orte
- Bollacín
- Bustasur
- Carrascal de Cocejón
- Carrascal de San Miguel
- Cazpurrión
- El Cocejón
- Entrambasmestas
- La Garma
- Llano
- Los Pandos
- Pandoto
- La Parada
- Penilla
- La Puente
- Resconorio
- Retuerta
- San Andrés de Luena
- San Miguel de Luena (Hauptstadt)
- Sel de la Carrera
- Sel de la Peña
- Sel del Hoyo
- Sel del Manzano
- Selviejo
- Tablado
- Urdiales
- Vega Escobosa
- La Ventona
- Vozpornoche

## Bevölkerungsentwicklung
| 1842 | 1900 | 1950 | 1981 | 1991 | 2001 | 2011 |
| ---- | ---- | ---- | ---- | ---- | ---- | ---- |
| 2301 | 3035 | 2387 | 1393 | 1173 | 872  | 694  |